# Emmanuel Berl
Emmanuel Berl (2 de agosto de 1892 - 21 de septiembre de 1976) fue un periodista, historiador y ensayista francés de origen judío. Nació en Le Vésinet en el moderno département de Yvelines, y está enterrado en el cementerio de Montparnasse, París. En 1937 se casó con la cantante, compositora y actriz de cine Mireille Hartuch; ella lo había apodado "Théodore" (que es lo que aparece en su tumba). Berl era primo de Lisette de Brinon.

## Biografía
Emmanuel Berl provenía de una familia judía de clase media-alta relacionada con Bergson y Proust y la novelista y guionista Monique Lange. Estudió filosofía antes de ser voluntario para los servicios armados en 1914. Dado de alta en 1917 con una enfermedad respiratoria después de haber recibido la Croix de guerre (o cruz de guerra), se unió a los surrealistas, especialmente trabajando con Louis Aragon, Gaston Bergery y su antiguo compañero de escuela del Lycée Carnot, Pierre Drieu La Rochelle. En 1927, Berl y La Rochelle publicaron un periódico de corta duración: Les Derniers Jours. En 1928, con Édouard Berth, Marcel Déat, Bertrand de Jouvenel y Pierre Mendès-France, participó en la edición del Cahiers bleus que acababa de lanzar George Valois. El mismo año, conoció a André Malraux a quien dedicó su Mort de la pensée bourgeoise, una sátira en la que Emmanuel Berl pidió una cultura y literatura más comprometidas. 
Durante la década de 1930, ingresó a la política del lado de los radicales. Después de trabajar para el semanario Monde, en 1932 lanzó el semanario Marianne, que fue el principal semanario de la izquierda hasta la aparición de Vendredi en 1935. En él, defendió una línea política favorable al Frente Popular, pero su pacifismo intransigente y su rechazo igualitario del totalitarismo fascista y comunista lo llevaron a adoptar posiciones heterodoxas y mostrar su curiosidad y simpatía por el neosocialismo. Chocó con la izquierda porque estaba a favor de armar a Francia con un ejército grande y fuerte. Él dijo: "Je suis pour la force et contre la violence " ("Estoy a favor de la fuerza y contra la violencia"). 
En 1937, Éditions Gallimard vendió a Marianne. Emmanuel Berl renunció al periódico y fundó un nuevo semanario: Le Pavé de Paris, que dirigió hasta el éxodo de París en 1940. Partió hacia el sudoeste antes de ser llamado el 17 de junio a Burdeos, donde trabajó en un discurso para el mariscal Philippe Pétain (entonces presidente del Consejo). También redactó los dos discursos del 23 y 25 de junio. Después de un breve período en Vichy, le dio la espalda al nuevo régimen y regresó con su esposa Mireille en Cannes y se estableció, en julio de 1941, en Argentat. Allí redactó Histoire de l'Europe (Historia de Europa) y se reunió con Bertrand de Jouvenal, Jean Effel y André Malraux. 
Después de la Segunda Guerra Mundial, dejó la política para concentrarse en la literatura y editar obras autobiográficas, incluido el notable libro Sylvia. En 1967, la Academia Francesa le otorgó el Gran Premio de Literatura. 
Después de su muerte, en París, Patrick Modiano y Bernard Morlino hicieron mucho para asegurar su memoria. El primero publicó Interrogatoire, y el segundo publicó dos libros póstumos de su amigo: Essais y Un spectateur engagé. Morlino también publicó sus propios trabajos: Les tribulations d'un pacifiste y Berl, Morand et moi. 

## Obras literarias
- Méditation sur un amour défunt (1925),
- Mort de la pensée bourgeoise (1929)
- Mort de la morale burguesa (1930)
- Le Bourgeois et l'Amour (1931)
- Le politique et les partís (1935)
- Sylvia (1952)
- Présences des morts (1956)
- Rachel et autres grâces (1965)
- Trois Faces du sacré (1971)
- Le Virage (1972)
- Essais, textos recopilados elegidos y presentados por Bernard Morlino, 1985
- Interrogatoire par Patrick Modiano seguido de Il fait beau, allons au cimetière (1976)
- Tant que vous penserez à moi (en colaboración con Jean d'Ormesson), 1992